# Juanfran (Fußballspieler, 1976)
Juan Francisco García García (* 15. Juli 1976 in Valencia), besser bekannt als Juanfran, ist ein ehemaliger spanischer Fußballspieler. Zuletzt spielte der Außenverteidiger beim spanischen Erstligisten UD Levante.

## Karriere
Juanfran begann seine Karriere 1994 in seiner Heimatstadt beim Vorstadtklub UD Levante. Nach drei Jahren wechselte er innerhalb von Valencia zum größten Klub der Stadt, dem FC Valencia. Mit den Valencianos holte er 1999 die Copa del Rey, den spanischen Pokal. Mit dem Titel verabschiedete er sich aus seiner Heimatstadt und wechselte zu Celta Vigo. Insgesamt fünf Jahre lang spielte er bei Vigo und nahm mit dem Team 2003/2004 sogar an der UEFA Champions League teil. Die Saison verlief allerdings mehr als schlecht und der Klub stieg in die zweite Liga ab. Juanfran wechselte zum türkischen Spitzenklub Beşiktaş Istanbul. Nach einer Saison in der Süper Lig verlieh Beşiktaş ihn für eine Saison an den niederländischen Rekordmeister Ajax Amsterdam. Nach Ablauf der Leihfrist verkauften ihn die Türken direkt weiter, diesmal zurück nach Spanien: Zwischen 2006 und 2008 spielte Juanfran bei Real Saragossa.
Im Sommer 2008 wechselte er erneut ins Ausland und unterschrieb für zwei Jahre bei AEK Athen; danach kehrte er zur Saison 2010/11 zu UD Levante zurück, wo er nach sechs Jahren seine Spielerkarriere abklingen ließ.

## Nationalteam
Am 16. August 2000 berief Nationaltrainer José Antonio Camacho Juanfran zum ersten Mal in den Kader der Nationalmannschaft. Er debütierte gegen Deutschland.
Zwei Jahre später gehörte er auch zum Aufgebot Spaniens bei der WM 2002 in Japan und Südkorea, bei der er drei Mal auflief. Ab 2003 wurde er nicht mehr in den Kader des Nationalteams berufen und bestritt insgesamt 11 Einsätze für die Seleccion.